# Coupe de Suisse de hockey sur glace 1958-1959
Navigation
1957-1958 1959-1960
La Coupe de Suisse de hockey sur glace 1958-1959 est la 3e édition de cette compétition de hockey sur glace organisée par la Fédération suisse de hockey sur glace. La Coupe a débuté le 16 novembre 1958 et s'est terminée le 25 février 1959 avec la victoire du Servette HC sur le Neuchâtel Sports Young Sprinters HC. Grâce à ce succès, les Genevois (LNB) deviennent la première équipe à remporter la compétition en tant que pensionnaire d'une ligue inférieure à la LNA.

## Formule
La compétition se déroule en 5 tours. Les vainqueurs d'un tour se qualifient directement pour le suivant.

## Participants
| Ligue nationale A (LNA)                 | Ligue nationale B (LNB) | Ligues inférieures     |
| --------------------------------------- | ----------------------- | ---------------------- |
| HC Ambrì-Piotta                         | HC La Chaux-de-Fonds    | HC Bienne              |
| HC Bâle-Rotweiss                        | HC Gottéron             | HC Lugano              |
| CP Berne                                | Grasshopper Club Zurich | EHC Rot-Blau Bern (de) |
| Neuchâtel Sports Young Sprinters HC (T) | HC Martigny             | HC Sion                |
| Lausanne HC                             | HC Petit-Huningue       | HC Soleure             |
| Zürcher SC                              | Servette HC             | Star Lausanne HC       |
|                                         | HC Sierre               | Urania Genève Sport    |
|                                         | HC Viège                | EHC Veltheim           |
|                                         |                         | EHC Winterthour        |

## Nombre d'équipes par ligue et par tour
| Ligue/Manche               | Premier tour | Huitièmes de finale | Quarts de finale | Demi- finales | Finale |
| -------------------------- | ------------ | ------------------- | ---------------- | ------------- | ------ |
| LNA 6 clubs                | Aucun        | 6                   | 4                | 2             | 1      |
| LNB 8 clubs                | 5            | 6                   | 4                | 2             | 1      |
| Ligues inférieures 9 clubs | 9            | 4                   | Aucun            | Aucun         | Aucun  |
| Total                      | 14           | 16                  | 8                | 4             | 2      |

## Résultats

### Premier tour
| 16 novembre 1958 | HC Sierre | 5-6 (0-0, 4-3, 1-3) | HC Lugano |  |

| 16 novembre 1958 | Servette HC | 30-1 (10-0, 10-0, 10-1) | EHC Rot-Blau Bern (de) |  |

| 16 novembre 1958 | HC Sion | 3-7 | Urania Genève Sport |  |

| 16 novembre 1958 | HC Martigny | 10-2 (3-1, 3-1, 4-0) | Star Lausanne HC |  |

| 16 novembre 1958 | HC Bienne | 6-1 (4-0, 0-0, 2-1) | EHC Winterthour |  |

| 23 novembre 1958 | HC Gottéron | 7-0 (2-0, 2-0, 3-0) | EHC Veltheim |  |

| 23 novembre 1958 | HC Soleure | 7-3 (1-2, 3-1, 3-0) | Grasshopper Club Zurich |  |

### Huitièmes de finale
| 16 novembre 1958 | HC Viège | 6-3 (3-1, 1-2, 2-0) | CP Berne |  |

| 19 novembre 1958 | HC La Chaux-de-Fonds | 6-4 (2-1, 2-2, 2-1) | HC Bâle-Rotweiss |  |

| 30 novembre 1958 | HC Lugano | 7-14 (4-6, 2-4, 1-4) | Servette HC |  |

| 30 novembre 1958 | Neuchâtel Sports Young Sprinters HC (T) | 11-0 (2-0, 4-0, 5-0) | HC Martigny |  |

| 30 novembre 1958 | HC Soleure | 5-9 (1-1, 1-3, 3-5) | HC Gottéron |  |

| 30 novembre 1958 | HC Bienne | 1-9 (1-1, 0-3, 0-5) | Zürcher SC |  |

| 10 décembre 1958 | Urania Genève Sport | 8-10 (2-1, 3-4, 3-5) | Lausanne HC |  |

| 26 décembre 1958 | HC Ambrì-Piotta | 11-3 (2-0, 6-2, 3-1) | HC Petit-Huningue |  |

### Quarts de finale
| 6 janvier 1959 | HC Gottéron | 4-3 (1-2, 2-1, 1-0) | HC La Chaux-de-Fonds |  |

| 7 janvier 1959 | Servette HC | 11-4 (4-0, 1-1, 6-3) | Lausanne HC |  |

| 13 janvier 1959 | Zürcher SC | 6-2 (4-0, 1-1, 1-1) | HC Viège |  |

| 25 janvier 1959 | Neuchâtel Sports Young Sprinters HC (T) | 13-9 (8-2, 2-2, 3-5) | HC Ambrì-Piotta |  |

### Demi-finales
| 15 février 1959 | Servette HC | 10-7 (0-0, 7-1, 3-6) | Zürcher SC |  |

| 18 février 1959 | HC Gottéron | 7-13 (5-6, 0-1, 2-6) | Neuchâtel Sports Young Sprinters HC (T) |  |

### Finale
| 25 février 1959 | Servette HC | 7-3 (1-2, 3-0, 3-1) | Neuchâtel Sports Young Sprinters HC (T) | Patinoire des Vernets, Genève 9 000 11 000 11 820 spectateurs |